# Acragas procalvus
Acragas procalvus là một loài nhện trong họ Salticidae.
Loài này thuộc chi Acragas. Acragas procalvus được Eugène Simon miêu tả năm 1900.